# Антонио Кръстев
Антонио Кръстев е български щангист в свръхтежка категория, станал известен през 1987 г. с най-тежкото изхвърляне в състезание на Международната федерация по вдигане на тежести (216 kg) по това време. Рекордът е изравнен на Олимпийските игри през 2016 г. от иранеца Бехдад Салими и счупен на Европейското първенство през 2017 г. от грузинеца Лаша Талахадзе, който изхвърля 220 kg. След преструктурирането на категориите през 1993 и 1998 г. рекордът на Кръстев става неофициален.
Кръстев е двукратен златен медалист на Световното първенство по вдигане на тежести и двукратен златен медалист на Европейското първенство по вдигане на тежести, но никога не се е състезавал на Олимпийски игри.
Първоначално трябва да представя България на Олимпийските игри в Сеул през 1988 г. в свръхтежка категория. Двама от съотборниците му (Митко Гръблев и Ангел Генчев) спечелват златни медали, но са дисквалифицирани, след като дават положителен резултат за фуросемид и Българската федерация по вдигане на тежести изкарват от състезанието останалите от отбора ден преди да дойде ред на Кръстев да се състезава. По това време Кръстев вече е двукратен световен и двукратен европейски шампион и е фаворит за спечелване на златото. В средата на 80-те години той е обявен за „Почетен гражданин на Хасково“.
Антонио Кръстев умира в автомобилна катастрофа на 10 юли 2020 г. в Минесота.

## Значими резултати
| Година              | Място                 | Тегло               | Изхвърляне (kg)     | Изхвърляне (kg)     | Изхвърляне (kg)     | Изхвърляне (kg)     | Изтласкване (kg)    | Изтласкване (kg)    | Изтласкване (kg)    | Изтласкване (kg)    | Общо                | Място               |
| Година              | Място                 | Тегло               | 1                   | 2                   | 3                   | Място               | 1                   | 2                   | 3                   | Място               | Общо                | Място               |
| Световни първенства | Световни първенства   | Световни първенства | Световни първенства | Световни първенства | Световни първенства | Световни първенства | Световни първенства | Световни първенства | Световни първенства | Световни първенства | Световни първенства | Световни първенства |
| ------------------- | --------------------- | ------------------- | ------------------- | ------------------- | ------------------- | ------------------- | ------------------- | ------------------- | ------------------- | ------------------- | ------------------- | ------------------- |
| 1981                | Лил, Франция          | +110 kg             | 185                 |                     |                     | 1                   | —                   |                     |                     | —                   | —                   | —                   |
| 1982                | Любляна, Югославия    | +110 kg             | 200                 |                     |                     | 1                   | 242.5               |                     |                     | 2                   | 442.5               | 2                   |
| 1983                | Москва, СССР          | +110 kg             | 190                 |                     |                     | 5                   | 237.5               |                     |                     | 1                   | 427.5               | 1                   |
| 1985                | Сьодертеле, Швеция    | +110 kg             | 202.5               |                     |                     | 1                   | 235                 |                     |                     | 4                   | 437.5               | 1                   |
| 1986                | София, България       | +110 kg             | 215                 |                     |                     | 1                   | 245                 |                     |                     | 2                   | 460                 | 1                   |
| 1987                | Острава, Чехословакия | +110 kg             | 216                 |                     |                     | 1                   | 245                 |                     |                     | 4                   | 460                 | 1                   |

## Световни рекорди
- 15 ноември 1986 г. изхвърляне – 212,5 kg София[2]
- 15 ноември 1986 г. изхвърляне – 215 kg София[2]
- 9 май 1987 г. изхвърляне – 215,5 kg Реймс[2]
- 9 май 1987 г. двубой (215 + 252,5) – 467,5 kg Реймс[2]
- 13 септември 1987 г. изхвърляне – 216 kg Острава[2]